# Cap d'Agde

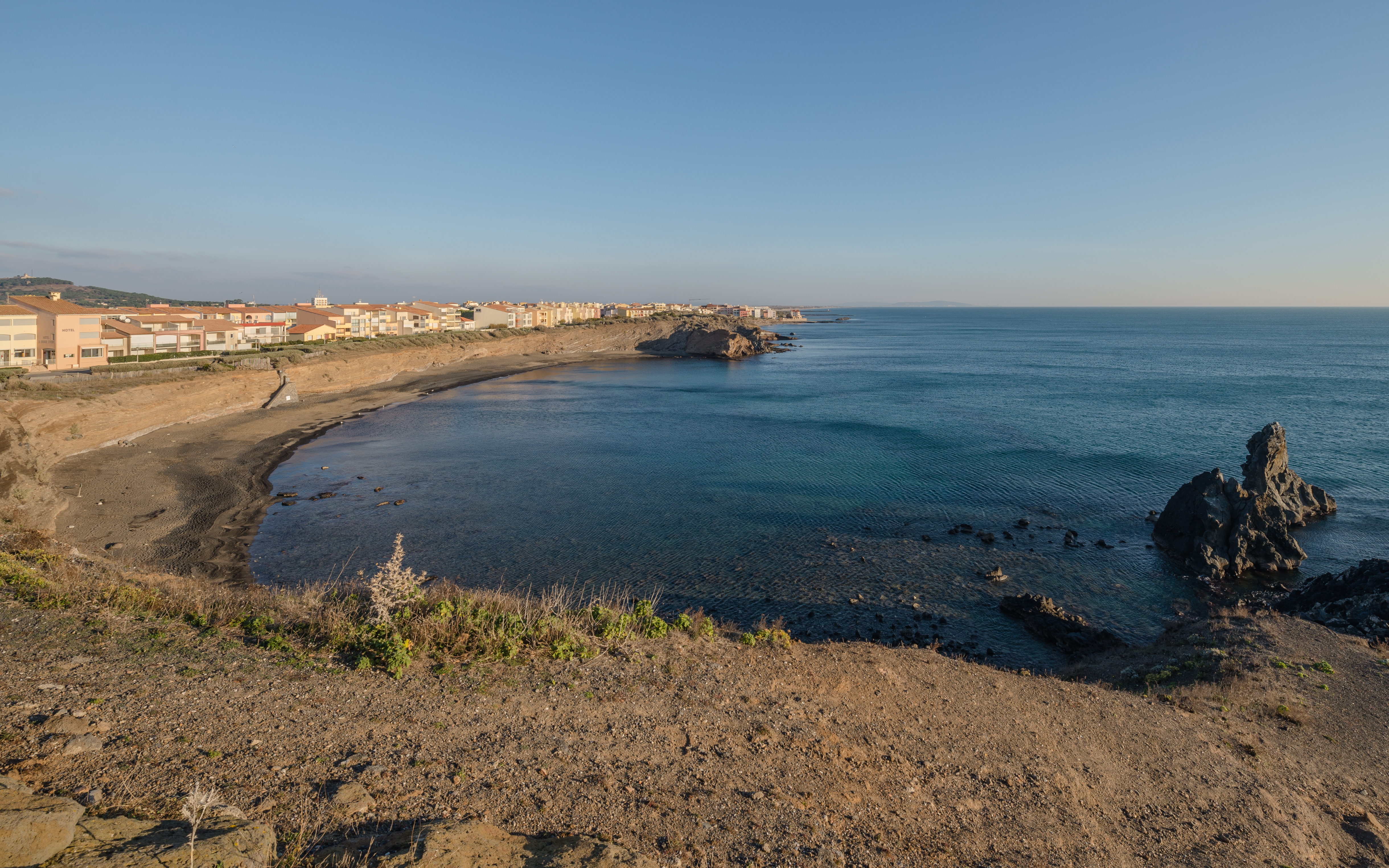
Grande Conque

Cap d'Agde là một khu nghỉ mát ven biển bên bờ Địa Trung Hải ở Pháp. Tọa lạc tại xã Agde, nằm trong tỉnh Hérault thuộc vùng Occitanie. Cap d'Agde được thiết kế bởi kiến trúc sư Jean Le Couteur là một trong những kế hoạch phát triển do nhà nước điều hành lớn nhất trong lịch sử Pháp. Vào những năm 1960, những căn nhà ở Cap thường nhỏ và được dùng bởi cư dân địa phương. Bây giờ, nó đã trở thành khu giải trí bậc nhất của Pháp tại Địa Trung Hải.
Agde có thể đến được bằng tàu TGV và SNCF từ Paris hoặc Lille, những sân bay gần nhất là Béziers-Cap d'Agde en Languedoc, với những chuyến bay giá rẻ từ Vương Quốc Anh và Bán đảo Scandinavia, hoặc Montpellier-Fréjorgues. Giao thông công cộng (taxi hoặc xe buýt) có sẵn tại Agde. 
Trong Musée de l'Ephèbe có một bức tượng đồng khỏa thân được biết đến là "l'Ephèbe d'Agde" ("Tuổi trẻ của Agde"). Bức tượng được tìm ra tại Sông Hérault và được trưng bày tại Bảo tàng Louvre sau đó được chuyển tới Cap d'Agde.

## Làng Khỏa thân

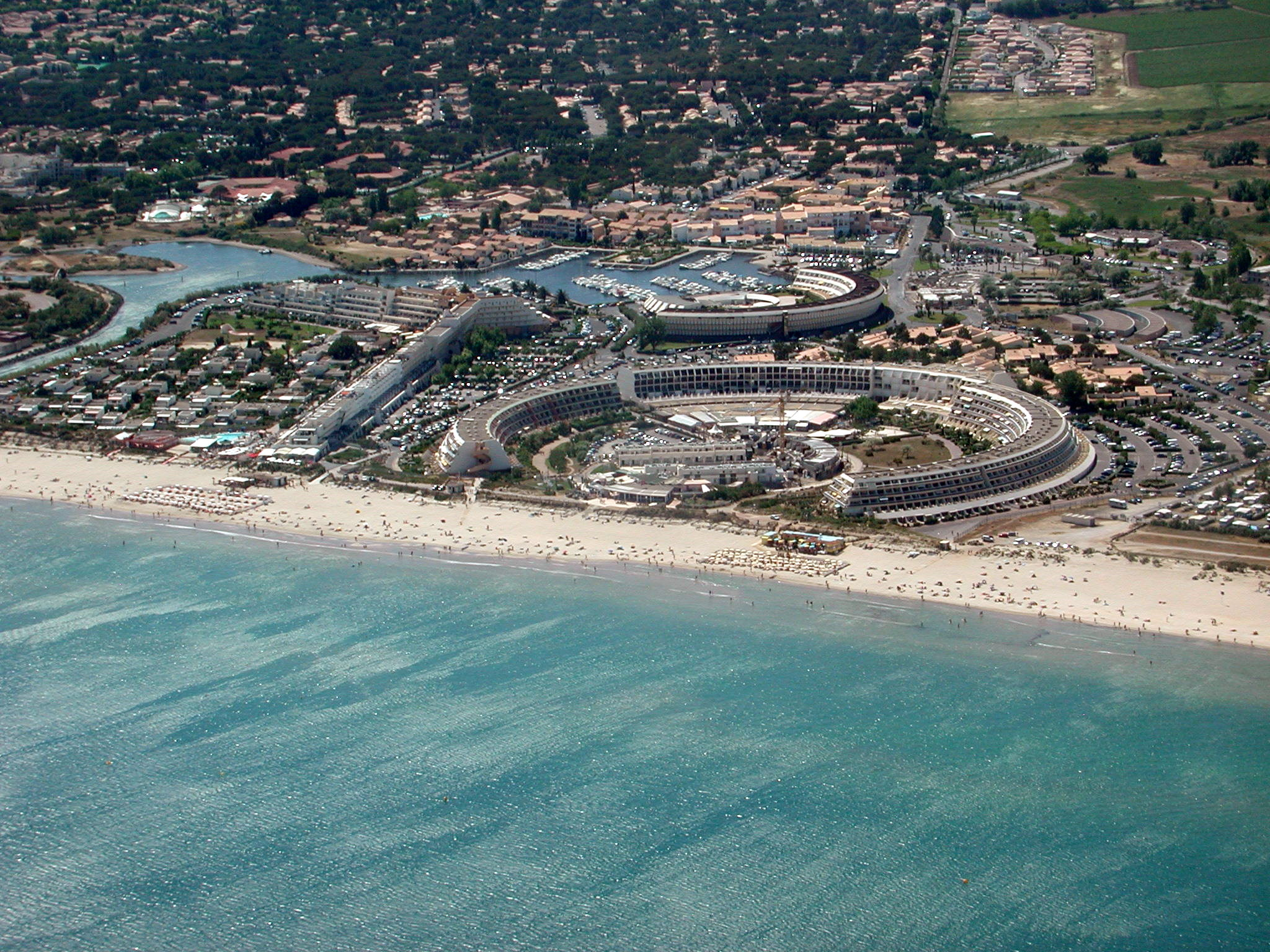
Làng Khỏa thân

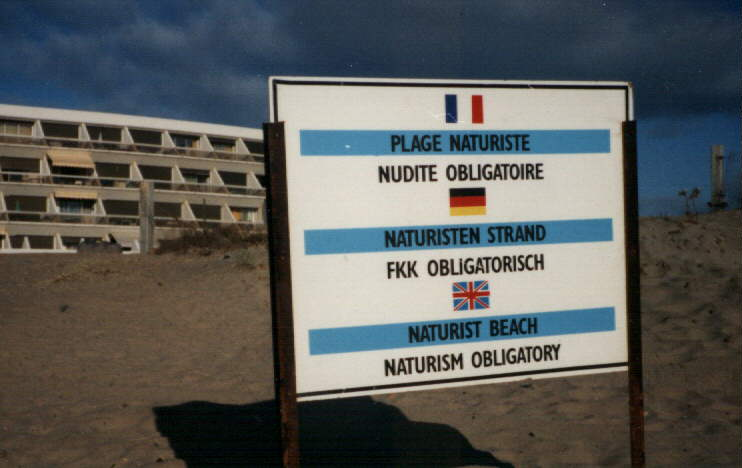
Một biển báo tại bờ biển Cap d'Agde

Cap d'Agde có nhiều khu nghỉ mát khỏa thân rộng lớn. Làng Khỏa thân (43°17′42″B 03°31′38″Đ / 43,295°B 3,52722°Đ) nằm ở rìa đông bắc của Cap d'Agde được bao vây bởi rào chắn, chỉ vào được từ lối bãi biển công cộng phía đông. Đây là một thị trấn khép kín (thỉnh thoảng người ta gọi là "Thành phố khỏa thân"), khi mà khỏa thân là hợp pháp và bình thường. Vào buổi tối, khi mà thời tiết trở lạnh, nhiều người sẽ mặc đồ, hoặc thậm chí chỉ là ăn bận hở hang. Thuế du lịch địa phương sẽ được trả mỗi người, mỗi ngày.
Đây là chốn lý tưởng cho người có chủ nghĩa khỏa thân, chủ nghĩa trao đổi bạn tình hoặc người tự do tư tưởng.
Làng Khỏa thân là một thị xã, với 2 km (1 mi) bờ biển, một bến du thuyền lớn, 2.500 điểm cắm trại, khu chung cư, nhà nghỉ, cửa hàng, nhà hàng, câu lạc bộ đêm, quán bar, bưu điện, ngân hàng và ATM, tiệm giặt ủi, tiệm làm tóc và nhiều cơ sở vật chất khác.

## Lịch sử của chủ nghĩa khỏa thân tại Cap d'Agde
Khu đất tiếp giáp với bãi cát dài tại Cap d'Agde từng được sở hữu trong nhiều năm bởi gia đình Oltra khi họ thu hoạch ô liu đằng sau đụn cát tiếp giáp với bãi biển. Sau Chiến tranh thế giới thứ hai, anh em nhà Oltra thấy rằng nhiều người đến khu đất của nhà mình cắm trại, và nhiều người này thích tắm khỏa thân.
Anh em nhà Oltra bắt đầu chính thức hóa việc sắp xếp cho những người cắm trại trên đất của họ, và sau đó dẫn đến sự hình thành câu lạc bộ Oltra với khu nghỉ dưỡng caravan và cắm trại. Địa điểm cắm trại sau đó trở nên nổi tiếng, đặc biệt là đối với những gia đình trẻ. Khách du lịch Đức và Hà Lan đặc biệt nhiều.
Vào đầu những năm 1970, nhà nước Pháp dưới thời ông Georges Pompidou đưa ra kế hoạch phát triển bờ biển Languedoc-Roussillon. Chủ nghĩa khỏa thân đầu tiên không có trong danh sách này, nhưng Paul René Oltra, một trong những anh em, đã thuyết phục các nhà chức trách đưa vào kế hoạch một khu nghỉ dưỡng theo chủ nghĩa khỏa thân tại Cap d'Agde. Vào năm 1973, bãi biển đã được thiết kế lại thành một bãi biển khỏa thân. Các quy định cho khu du lịch này cũng được ban hành. Làng Khỏa thân sẽ là nơi mà thị dâm (nhìn trộm, quay trộm,...) và tật lộ thể không được chào đón.

### Phát triển ban đầu
Việc phát triển ban đầu được tổ chức tại Port Nature và Port Ambonne khi mà căn hộ, khu mua sắm và hồ bơi được xây dựng tại đây. Sau đó, Heliopolis và Port Venus được xây dựng, Port Nature được mở rộng. Những căn hộ được bán và cho thuê sau đó. Làng Khỏa thân là một khu vực bị kiểm soát với lối vào bị kiểm tra nghiệm nghặt. Mọi người vào đều được thông báo về các quy định và được yêu cầu tuân thủ chúng.

### Những năm 1980
Vào đầu những năm 1980, Làng Khỏa thân đã chạm tới giới hạn phát triển. Nhiều cửa hàng và cơ sở thương mại còn trống, sẵn sàng bán hoặc cho thuê. Nhà nước thời François Mitterrand làm nguội lạnh kinh tế Pháp đã kết thúc tốt đẹp sau thập kỉ. Trong thời gian này, Làng Khỏa thân tiếp tục chứng minh nó là một khu nghỉ mát lý lưởng vì không khí mát mẻ và dễ chịu. Có rất nhiều du khách Đức đến nỗi Bưu điện thậm chí còn có một hộp thư được chỉ định để gửi thư và bưu thiếp đến Đức.

### Thời điểm hiện tại

Người đàn ông khỏa thân trong bốt điện thoại, Cap d'Agde, 2010

Làng cũng là nơi lý tưởng cho những người trao đổi bạn tình và những người tự do tư tưởng, với cửa hàng người lớn và câu lạc bộ trao đổi vợ chồng. Những người trao đổi bạn tình này cũng tắm trên những bãi biển khỏa thân, khiến nhiều du khách phải đổi chỗ đến một khu nghỉ mát "khỏa thân gia đình" thật sự khác.
Làng Khỏa thân là phải khỏa thân nhưng có qui tắc, như cấm chụp ảnh, mặc quần áo khiêu khích và trưng bày các vật phẩm không đúng đắn. Biển báo ở bờ biển này vào năm 2008 cảnh giác du khách về nạn dâm dục và kẻ biến thái. Có các câu lạc bộ và các địa điểm nhỏ hơn bao gồm các cửa hàng và quán bar. Cuộc sống về đêm tập trung vào các câu lạc bộ và quán xá. Đa số đều mở bán vào một thời gian nhất định của năm. Vào ngày 23 tháng 11 năm 2008, tờ báo Anh Quốc The Sunday Times cho rằng có ba vụ nổ súng tại ba câu lạc bộ trao đổi bạn tình khi mà việc người khỏa thân chống đối việc trao đổi bạn tình và dâm dụt.
Vào năm 2009, René Oltra, công ty mang tên người quảng bá ban đầu của khu nghỉ mát, yêu cầu du khách đến khu cắm trại, biệt thự và căn hộ mà công ty này cho phép thuộc về một tổ chức cho phép khỏa thân. Tuy nhiên, việc lợi dụng Cap d'Agde đã không được công nhận và hỗ trợ bởi Fédération Française de Naturisme.
Vào tháng 12 năm 2019, Chính quyền địa phương đề xuất cải tạo để ngôi làng có nhiều lối đi, xây dựng các lối đi dạo rợp bóng cây, một lối đi dạo trên cao bên bãi biển và một khách sạn. Công việc được bắt đầu vào đầu năm 2012. Các kế hoạch khác bao gồm việc cải tạo các tòa nhà và xây dựng các mặt tiền mới.
Làng Khỏa thân tạo ra việc làm và làm tăng vùng thu nhập thấp hơn các hoạt động khác. Nó tạo ra nguồn thu cho chính quyền địa phương thông qua thuế tài sản và giá vé vào khu nghỉ mát.

## Bãi biển khỏa thân

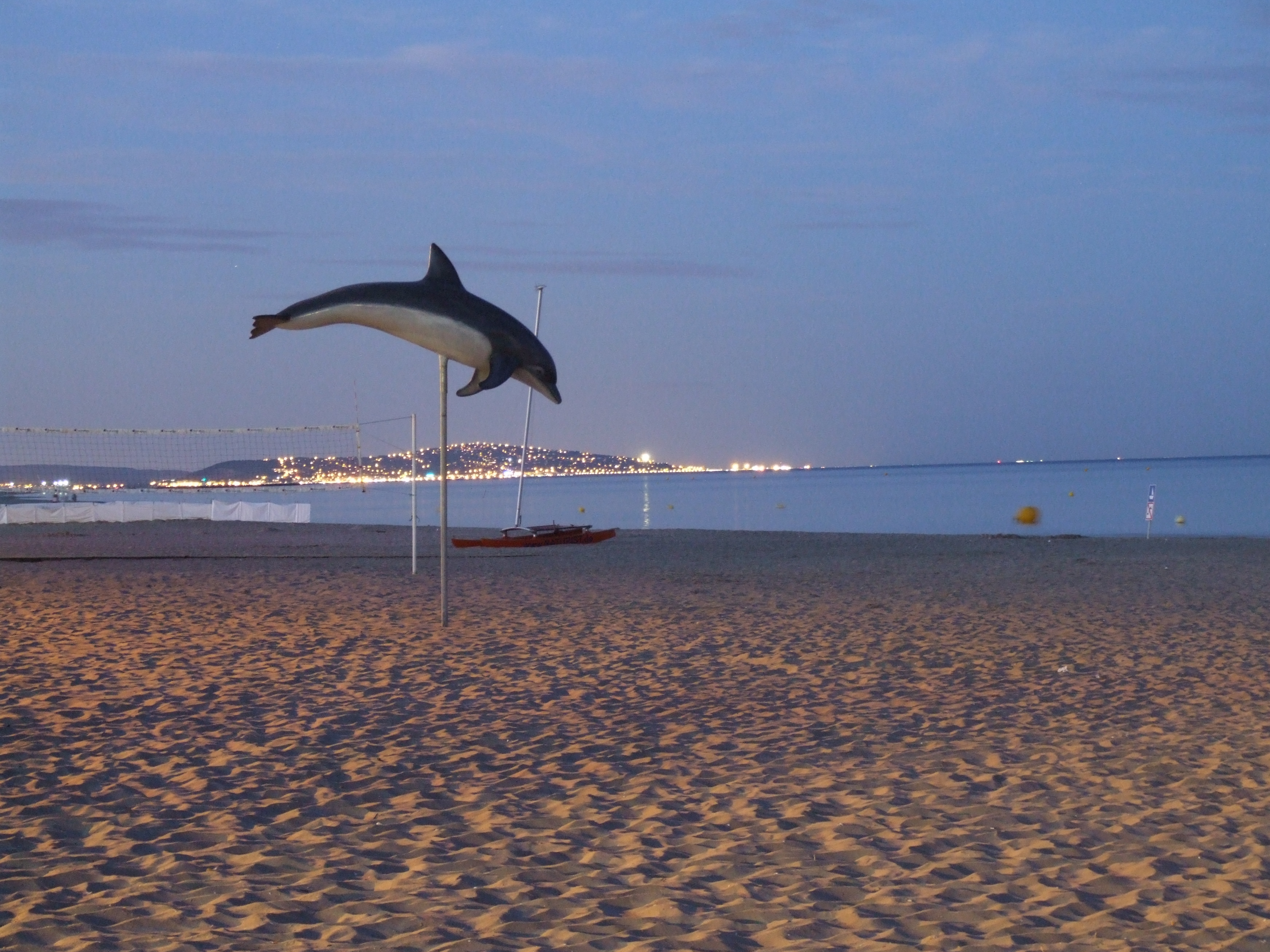
Bãi biển khỏa thân ban đêm tại Cap d'Agde, với thị trấn Sete ở phía sau

Bãi biển khỏa thân (khi mà khỏa thân là bắt buộc) có chiều dài bờ biển là 2 kilômét (1 dặm) và rộng khoảng 30 mét (100 foot). Đủ lượng cát và nước, nằm trong nhiệt độ từ 16 đến 22 °C (61 đến 72 °F). Hai chốt an ninh có cảnh sát và cơ sở y tế. Nhân viên cứu hộ túc trực tại một số trạm, trong hầu hết thời gian trong ngày. Sáu nhà hàng ở biên giới cuối phía nam của bãi biển khỏa thân. Và chỉ có một nhà hàng ở phía Bắc. Mặc dù Cap d'Agde là địa điểm ở Pháp, nhưng hầu hết nhân viên ở đây đều nói Tiếng Anh.

## Bến du thuyền
Bến du thuyền có khoảng 60 chỗ để tàu thuyền có giới hạn cao đến 17 mét (56 ft) và một bãi thuyền lớn..